# Julio Franco
Julio César Franco Robles (nacido el 23 de agosto de 1958 en Hato Mayor) es un infielder y bateador designado dominicano que jugó en las Grandes Ligas de Béisbol. En  2007, Franco fue el jugador activo más viejo en Grandes Ligas con 49 años de edad. Actualmente es entrenador de bateo de los Gigantes Lotte de la (KBO).
Si bien fue un All-Star y registró estadísticas de bateo por encima de la media a lo largo de su carrera, era más conocido por ser el jugador más viejo en una posición regular en la historia de las Grandes Ligas. Franco es el líder de hits de todos los tiempos entre los jugadores de origen dominicano. Hizo su debut el 23 de abril de 1982 como shortstop de los Filis de Filadelfia. Durante su larga carrera, Franco pasó por varias posiciones como torpedero, segunda base, primera base y bateador designado.

## Carrera

### Grandes Ligas
A medida que su carrera comenzaba, Franco fue parte de un canje de 1982 de cinco por uno entre los Filis de Filadelfia y los Indios de Cleveland. Los Filis recibieron al prospecto Von Hayes a cambio de Manny Trillo, George Vukovich, Jay Baller, Jerry Willard y el mismo Franco.
Franco bateó por encima de.300 en cada temporada desde 1986 a 1989. Además, promedió de 20 bases robadas por temporada entre 1983 y 1991. Cuando cambió de campocorto a segunda base en 1988, ganó cuatro Silver Slugger Award consecutivamente. Franco bateaba con un swing largo y con el bate más grueso que se permitía. Debido a su estilo de bateo, Franco lideró la Liga Americana en batear para double play y estuvo en el top-ten en esa categoría en siete ocasiones en la década de 1980 el solo. Es el séptimo en la lista de todos los tiempos en batear para double play y tiene poco más de 300.
Después de la temporada de 1988, Franco fue cambiado de Cleveland a los Rangers de Texas por Pete O'Brien, y los prospectos Oddibe McDowell y Jerry Browne.
Con Texas, Franco jugó sus tres Juego de Estrellas en 1989, 1990 y 1991, y ganó el Premio al Jugador Más Valioso del Juego de Estrella de las Grandes Ligas de Béisbol en 1990. En el Juego de Estrellas de 1990, Franco llegó al bate en la séptima entrada contra Rob Dibble de los Rojos de Cincinnati. Franco bateó una bola de 101 mph a la cerca entre el jardín derecho y central para un doble, anotando la única carrera de la victoria.
En 1991, Franco tuvo su única temporada de 200 hits y ganó el título de bateo de la Liga Americana. Su promedio de.341 fue de nueve puntos superior al del Salón de la Fama Wade Boggs. 1992 fue la única temporada plagada de lesiones en la carrera de Franco, que lo limitó a 35 juegos. Pasó el 1993 como bateador designado antes de optar a convertirse en agente libre y firmar con los Medias Blancas de Chicago.

### Huelga y carrera fuera de Estados Unidos
En 1994, Franco ya había llegado a 20 jonrones por única vez en su carrera y estaba en camino de llegar a 100 carreras impulsadas cuando el resto de la temporada fue cancelada debido a la huelga de la Liga Mayor de Béisbol en 1994.
El 28 de diciembre de 1994, Franco firmó para jugar en Japón con los Chiba Lotte Marines en la Pacific League. Los Chiba Lotte tuvieron la mejor temporada de su historia en 1995, y Franco ganó el equivalente japonés del Premio Guante de Oro como primera base.
Después de la temporada de 1995 en Japón, Franco regresó a los Estados Unidos después de firmar de nuevo con los Indios de Cleveland, donde fue uno de los favoritos. En 1996, bateó.322 con 76 carreras impulsadas, incluso en una temporada algo lesionada, y jugó en su primer postemporada. En agosto de 1997, los Indios lo dejeron en libertad. Franco de inmediato firmó con los Cerveceros de Milwaukee.
En 1998, Franco volvió a Japón para jugar con los Chiba Lotte. Al año siguiente, regresó a América del Norte, en la Liga Mexicana con un promedio de.423 en 93 juegos (y también un ponche en su único turno al bate en Grandes Ligas con las Mantarrayas de Tampa Bay). En 2000, Franco volvió a Asia, pero, esta vez, a Corea del Sur para jugar con los Samsung Lions. Regresó de nuevo a la Liga de México en 2001,  antes de regresar a las Grandes Ligas.

### Regreso a las Mayores

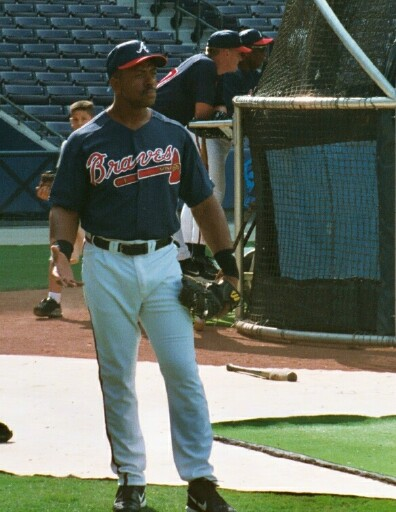
Franco con los Bravos de Atlanta

En septiembre de 2001, Franco era el único jugador de 43 años de edad en Grandes Ligas en las últimas cuatro temporadas. A pesar de su larga ausencia, los Bravos de Atlanta, después de ver su éxito en la Liga Mexicana, compró su contrato a los Tigres de Quintana Roo. Franco jugó bien defensivamente como primera base y fue un buen bateador contra lanzadores zurdos. Los Bravos lo volvieron a firmar después de esa temporada y los próximos tres años siguientes.
Franco estaba hablando en la sala de pesas en agosto de 2003 con Jason Marquis, cuando se apoyó en el estante equivocado en el momento equivocado e hizo que una pesa de 80 libras rodara sobre su dedo, fracturándoselo.
En 2004, Franco le pasó Cap Anson como el jugador de posición más viejo que juega de manera regular en la historia de las Grandes Ligas. (Algunos lanzadores que jugaban de manera regular, incluyendo los lanzadores Phil Niekro y Hoyt Wilhelm, eran mayores que Franco, y otros, como Minnie Miñoso y Jim O'Rourke, aparecían como truco publicitario a edades avanzadas, pero no jugaban con regularidad).
El 8 de diciembre de 2005, a los 47 años, Franco firmó un contrato de dos años con los New York Mets.
Franco había sido el jugador más viejo en las Grandes Ligas desde 2004 hasta 2007, y fue el último jugador activo nacido en la década de 1950. El 20 de abril de 2006, como bateador emergente con un out en la octava entrada contra los Padres de San Diego, Franco bateó un jonrón que le dio ventaja de dos carreras a su equipo, convirtiéndose en el jugador más viejo en la historia de las Grandes Ligas en conectar un jonrón. Franco bateó un jonrón de tres carreras el 30 de septiembre de 2006, en Washington, para ampliar su propio récord. Una vez más se superó a sí mismo el 4 de mayo de 2007, cuando bateó un jonrón en la piscina del Chase Field contra el zurdo de los Diamondbacks de Arizona Randy Johnson - un juego en el que también se robó una base.
Franco también fue el jugador más viejo en batear un grand slam, un jonrón como bateador emergente, dos jonrones en un juego, y de robar dos bases en un juego. El 26 de abril de 2006, Franco se convirtió en el segundo hombre más viejo en la historia de las Grandes Ligas en robar una base, solo detrás de Arlie Latham, quien logró la hazaña a los 49 años con los Gigantes de Nueva York en 1909. El 29 de julio de 2006, contra los Bravos de Atlanta, Julio Franco se convirtió en el jugador de más edad como corredor emergente, cuando entró por Carlos Delgado después de que Delgado fue golpeado por un lanzamiento. El 19 de septiembre de 2006, un día después de que los Mets lograron el título de la división, Franco inició en la tercera base en un juego contra los Marlins de Florida. Esta fue primera apertura de Franco en esa posición desde su año de novato, a los 24 años.
Franco se esforzó con los Mets en 2007, logrando solo un promedio de bateo de.200 (en solo 50 turnos al bate en medio de una temporada). Franco se mostró descontento con las veces que era llamado a jugar antes de ser designado para asignación el 12 de julio. Posteriormente, volvió a firmar con los Bravos de Atlanta el 18 de julio y fue colocado en el roster del equipo. En su primer partido desde que volvió a firmar con los Bravos, se fue de 3-1 con dos carreras impulsadas y recibió dos ovaciones de pie en una derrota de los Bravos 10-1 sobre los Cardenales. El 1 de agosto, apenas 13 días después de que los Bravos lo firmaron, Franco volvió a ser designado para asignación. Aceptó una asignación de ligas menores el 8 de agosto y fue llamado de nuevo el 1 de septiembre.
Se declaró agente libre el 29 de octubre de 2007. Franco comenzó la temporada 2008 como primera base de los Tigres de Quintana Roo en la Liga Mexicana.
El 2 de mayo de 2008, Franco anunció oficialmente su retiro del béisbol a su equipo en la Liga Mexicana, los Tigres de Quintana Roo.
Franco fue anunciado como mánager del equipo de novato de los Mets en la Gulf Coast League.

### Como mánager y técnico en el béisbol venezolano
Julio Franco se estrenó como estratega en el béisbol del Caribe cuando fue contratado por los Caribes de Anzoátegui, de la Liga Venezolana de Béisbol Profesional, para la temporada 2010-2011. Franco asumió un equipo que en la temporada anterior culminó último lugar con 22 ganados y 41 perdidos, y que tenían mucha incertidumbre con respecto a su futuro en la liga como equipo y en su sede, sin embargo, Franco y su equipo dieron la gran sorpresa al llevar a la divisa a su primer campeonato en la historia, luego de derrotar en la final de aquella campaña en 7 juegos a los Tigres de Aragua, el equipo de la década en ese béisbol. Dejó registro en la Ronda Regular de 34 ganados y 29 perdidos, en el Round Robin su equipo ganó 11 y perdió 5 y en la final salió victorioso en 4 oportunidades por 3 derrotas. Pero en cambio, la temporada siguiente fue despedido hacia el final de la Ronda Eliminatoria luego de presentar récord de 27 ganados y 28 perdidos.
Franco volvió a la liga, pero con otro equipo y en otro rol, como entrenador de banca de los Tiburones de La Guaira en la temporada 2013-2014.

## Premios y logros
- 3 veces seleccionado para el Juego de Estrellas (1989-91)
- Jugador Más Valioso del Juego de Estrellas (1990)
- Lideró la Liga Americana en promedio de bateo (con.341 en 1991)
- Lideró la Liga Americana en sencillos (con 156 en 1991)
- Quedó en segundo lugar en la selección al Novato del Año de la Liga Americana (en 1983, detrás de Ron Kittle y sobre Mike Boddicker)
- Lideró la Liga Americana en At bats (con 658, en 1984)
- Figuró en el top 10 en la selección al MVP de la LA (8.º, en 1994)
- MVP de la Carolina League (1980)
- Bateó dos veces sobre los.400 en la Liga Mexicana (.423, 1999;.437, 2000)
- Jugador de más edad en conectar un Grand Slam (a los 47 años en 2005, rompiendo su propio récord establecido en 2004 a los 45)
- Jugador de más edad no lanzador jugando de manera regular en la historia de Grandes Ligas (48 años)
- Segundo jugador de más edad en aparecer en la postemporada de MLB (a los 48, durante la postemporada de 2006)
- Jugador de más edad en conectar un jonrón en la historia de las Grandes Ligas (48 años)
- Segundo jugador de más edad en robar una base (a los 48 años, durante la temporada de 2007)
- Lideró a todos los jugadores dominicanos en la historia de las Grandes Ligas en temporadas, partidos jugados, at-bats, hits, y base por bolas.
- Ha recopilado más de 4.200 hits en sus 26 años de carrera profesional:
  - Grandes Ligas de Béisbol: 2586 (hasta fines de la temporada 2007)
  - Ligas Menores de Béisbol: 618
  - Liga Mexicana de Béisbol: 316
  - Liga Japonesa de Béisbol Profesional: 286
  - Liga Dominicana de Béisbol Invernal: 267
  - Organización Coreana de Béisbol: 156
    - Total: 4,229

Pete Rose, Ty Cobb e Ichiro Suzuki son los otros jugadores con 4.200 hits (sumando las ligas mayores, menores y fuera de Estados Unidos) en sus carreras.

## Trivia
- A partir de 2006, Julio Franco fue el único jugador activo en enfrentar a un pitcher que lanzó contra el Salón de la Fama Ted Williams, quien se retiró en 1960. El lanzador fue Jim Kaat, que jugó en las Grandes Ligas desde 1959 hasta 1983. Williams bateó contra Kaat el último día de la temporada 1959, en el año de novato de Kaat. Kaat le dio base por bolas a Franco en su temporada de novato en 1982.[5]
- Franco fue el último jugador de Grandes Ligas en usar un casco sin orejeras. Él prefirió llevar un casco sin orejera durante toda su carrera.
- Cuando Roger Clemens y Franco se enfrentaron el 15 de junio de 2007, se convirtieron en el bateador-lanzador de más edad en las Grandes Ligas que se enfrentan desde el 1 de octubre de 1933.[6]
- La fecha de nacimiento real de Franco siempre que se ha cuestionado. Aunque su fecha de nacimiento actual aparece como 1958, muchas de sus biografías anteriores y sus tarjetas (cards) tienen nacimiento listado en 1954, y en el roster de los Tigres de Quintana Roo, su año de nacimiento aparece como 1961. Si él realmente nació antes de 1958, entonces, los récords de Grandes Ligas de Franco en ser el jugador de más edad en robar base, dar jonrón y aparecer en postemporadas pudieran ser más valiosos.[7]
- En 2006, se ganó el apodo de "Moses" (Moisés) por su compañero Billy Wagner, de acuerdo con Sports Illustrated.
- Franco atribuye su excepcional forma y larga carrera a su disciplina en la dieta, similar a Satchel Paige. Bebe mucho té, lo que empezó a hacer mientras jugaba en Japón, come pescado, verduras y arroz. No come postres ni alimentos grasos, ni tampoco toma bebidas gaseosas, café  o alcohol.[8]
- En octubre de 2007, la ciudad de Atlanta se convirtió en el hogar del jugador de más edad, tanto en la Liga Mayor de Béisbol (Franco), como en la NFL (Morten Andersen). Una situación similar ocurrió en 2005, cuando Franco era miembro de los Bravos de Atlanta y Kevin Willis jugaba para los Atlanta Hawks.
- En la Liga Dominicana, Franco jugó 16 temporadas militando para Leones del Escogido y Estrellas Orientales, terminando con un promedio de.300.
- Franco era apodado El Emperador en la Liga Dominicana.

## Estadísticas de Grandes Ligas
|         | Juegos | AB   | R    | H    | 2B  | 3B | HR  | RBI  | SB  | BA   | OBP  |
| Carrera | 2527   | 8677 | 1285 | 2586 | 407 | 54 | 173 | 1194 | 281 | .298 | .365 |